# Stenocercus haenschi
Stenocercus haenschi là một loài thằn lằn trong họ Tropiduridae. Loài này được Werner mô tả khoa học đầu tiên năm 1901.